# Fabio Fusi
Fabio Fusi (Roma, 22 giugno 1969) è un ex nuotatore italiano.

## Carriera
Ha iniziato la sua carriera in piscina, era un buon ranista ed è arrivato a vincere un campionato italiano e ad essere convocato in nazionale.
Dopo il 1996 è diventato uno specialista del Nuoto di fondo, e nelle acque libere ha fatto le sue gare più importanti, vincendo medaglie europee agli Europei di Helsinki e mondiali a Fukuoka oltre ad una maratona di Coppa del Mondo.

## Palmarès
| Campionati del mondo          | 25 km individuale      | 25 km a squadre                             |
| 2000 Honolulu Stati Uniti     | 6º 4h 58'09"26         | Argento: 15h 25'33"68 frazione: 4h 58'09"26 |
| 2001 Fukuoka Giappone         | 4º 5h28'16"            | ---                                         |
| Campionati europei            | 25 km individuale      | ---                                         |
| 1997 Siviglia Spagna          | ritirato               | ---                                         |
| 2000 Helsinki Finlandia       | Bronzo 5h 06'25"5      | ---                                         |
| 2002 Berlino Germania         | ritirato               | ---                                         |
| Giochi del Mediterraneo       | 200 m rana             | 15 km individuale                           |
| 1993 Narbonne e Canet Francia | Bronzo 2'18"72         | ---                                         |
| 1997 Bari Italia              | ---                    | Argento 3h 10'39"                           |
| Universiadi                   | 200 m rana             | 400 m misti                                 |
| 1995 Fukuoka Giappone         | 8º in finale B 2'23"42 | 7º in finale B 4'37"85                      |

Campionati italiani
2 titoli individuali, così ripartiti:
- 1 nei 200 m rana
- 1 nei 22 km di fondo

questa tabella è incompleta
| Anno | Edizione    | 200 m rana | 22 km fondo |
| ---- | ----------- | ---------- | ----------- |
| 1993 | Primaverili | 1          | -           |
| 1997 | Fondo       | nd         | 1           |

- nd = non disputati